# Cherianella rudis
Cherianella rudis är en stekelart som beskrevs av John M. Heraty 2002. Cherianella rudis ingår i släktet Cherianella och familjen Eucharitidae.
Artens utbredningsområde är Nigeria. Inga underarter finns listade i Catalogue of Life.